# Бетлерталер

Беттлерталер 1567 года, Майнц

Бетлерталер (нем. Bettlertaler, нем. Kröpeltaler, нем. Prachertaler) — название ряда монет талерового типа с изображением святого Мартина и нищего. По преданию Мартин увидя полуокоченевшего нагого нищего, разрезал свой плащ пополам и отдал ему половину. Ночью во сне ему явился одетый в эту часть плаща Иисус Христос, который сказал: «Мартин одел Меня этим плащом».
Название происходит от немецкого «Bettler» — нищий. «Pracher» является обозначением слова в нижненемецком языке. «Kröpel» или «Krüppel» означает «калека». Первой монетой с изображением святого Мартина и нищего, а также предшественником бетлерталера является кольмарский диккен 1499 года.
Бетлерталеры выпускали в ряде государств:
- в графстве Горн при Филиппе де Монморанси (1540—1568)[3]
- в архиепископстве Майнц при:
  - Даниэле Бренделе фон Гомбурге[нем.] (1555—1582)[4]
  - Вольфганге фон Дальберге[нем.] (1582—1601)[5]
  - Иоганне Адаме фон Бикене[нем.] (1601—1604)[4]
- в княжестве Шварцбург в 1606, 1608 и 1623 годах[6][7]
- в кантоне Швиц в 1653 году[8][7]
- также к бетлерталерам относят[7][2] крупные серебряные скудо Лукки 1735—1756 годов[9].